# Ludo Coeck
Ludovic ("Ludo") Coeck (Berchem, 25 september 1955 – Edegem, 9 oktober 1985) was een Belgische voetballer. Hij speelde meer dan 10 jaar voor RSC Anderlecht en kwam meer dan 40 keer in actie voor de Rode Duivels. Coeck overleed op 30-jarige leeftijd aan de gevolgen van een auto-ongeluk.
Coeck was een sierlijke middenvelder met een verschroeiend schot. Zijn afstandsschoten waren zijn grootste wapen en leverde hem de bijnaam "Ludo Boem" op. Hij wordt beschouwd als een van de talentrijkste spelers uit de geschiedenis van het Belgisch voetbal, hoewel zijn carrière vaak werd afgeremd door blessures.

## Carrière

### Jeugd
Ludo Coeck werd geboren in het Antwerpse Berchem en leerde daar ook voetballen. Op 9-jarige leeftijd sloot Coeck zich aan bij het plaatselijke Berchem Sport. Als kind keek hij op naar de Italiaanse voetballer Gianni Rivera. De grote, slanke Coeck maakte snel progressie en werd begin jaren 70 voor het eerst opgenomen in de A-kern van Berchem. Hij was toen ook al Belgisch jeugdinternational.

### Berchem Sport
In 1971/72 maakte de toen 16-jarige Coeck zijn debuut bij tweedeklasser Berchem Sport. Toenmalig trainer Rik Coppens liet hem debuteren. Coeck maakte in een handvol wedstrijden meteen een uitstekende indruk, waarna verscheidene topclubs uit België interesse toonden. Zijn vader hoopte, net als de supporters van Berchem Sport, dat Coeck omwille van zijn nog jonge leeftijd een tijdje in Berchem zou blijven. Maar het aanbod van Constant Vanden Stock was zo aanlokkelijk dat de club Coeck al in de zomer van 1972 naar RSC Anderlecht liet vertrekken. RSC Anderlecht betaalde meer dan 5 miljoen BEF (zo'n €125.000) voor Coeck.

### RSC Anderlecht

#### Doorbraak
De 17-jarige Coeck kwam in Anderlecht terecht in een team bestaande uit onder meer François Van der Elst, Rob Rensenbrink, Paul Van Himst, Hugo Broos en Gilbert Van Binst. Trainer Georg Kessler liet hem in november 1972 debuteren in de topper tegen Standard Luik. Een maand later scoorde hij tegen Sint-Truiden VV zijn eerste doelpunt voor paars-wit.
In zijn tweede seizoen brak Coeck onder trainer Urbain Braems volledig door. Hij werd een vaste waarde en had een belangrijk aandeel in het behalen van de landstitel. Coeck was een intelligente voetballer, die goed het spel las en over een uitstekende traptechniek beschikte. Met zijn loodzware linker zorgde hij regelmatig voor doelgevaar.

#### Europees succes
Midden jaren 70 heerste Coeck centraal op het middenveld bij Anderlecht. Met Arie Haan aan zijn zijde ontpopte Coeck zich tot een van de sterkhouders bij Anderlecht. Hij werd de spelverdeler van het team en bereikte met RSC Anderlecht in 1976 de finale van de Europacup II. In die finale raakte Coeck na een half uur geblesseerd. Anderlecht won uiteindelijk met 4-2 van West Ham United.
Vanaf dan werd Coeck steeds vaker het slachtoffer van blessures. Zijn zwakke enkel was vaak de boosdoener. Coeck miste regelmatig wedstrijden, ging vaak onder het mes, maar bleef ondanks zijn blessures een titularis. Onder trainer Raymond Goethals, die hij nog kende van bij de nationale ploeg, hoefde hij niet voor zijn plaats te vrezen. In 1978 won hij in Parijs voor de tweede keer met RSC Anderlecht de Europacup II.

#### Blessureleed
In 1979 liep Coeck een zware knieblessure op. Critici noemden het zelfs het einde van zijn carrière. Coeck werd afgeschreven, maar revalideerde en kwam na een afwezigheid van 9 maanden terug in het eerste elftal van Anderlecht. In september 1981 werd Coeck tijdens een Europese wedstrijd tegen Widzew Łódź zwaar getackeld. Hij werd van het veld gedragen en bleef opnieuw maanden aan de kant. Weer vreesde men ervoor dat hij nooit nog zijn oude niveau zou halen. Bovendien liep zijn contract bij  RSC Anderlecht af en leek de club hem met Lierse SK te willen ruilen voor topschutter Erwin Vandenbergh. Verder was er ook interesse van FC Köln en KAA Gent, maar Coeck herstelde, speelde het WK en verlengde zijn contract voor twee seizoenen. Enkele maanden later greep hij net naast de Gouden Schoen.

#### UEFA Cup
Trainer Tomislav Ivić schoof Coeck begin jaren 80 een rij achteruit. Coeck werd een libero, maar daar vond hij het zelf nog te vroeg voor. Coeck kon zich op zijn nieuwe positie niet meer manifesteren in aanvallend opzicht. Na het ontslag van Ivić werd Coecks ex-ploegmaat Paul Van Himst hoofdcoach. Van Himst schoof Coeck op het middenveld opnieuw naar voren. Coeck werd de nummer 10 van Anderlecht en stootte in 1983 met paars-wit door naar de finale van de UEFA Cup. Met zijn boezemvriend Juan Lozano aan zijn zijde speelde Coeck uitstekend. RSC Anderlecht versloeg in de finale Benfica en veroverde zo voor het eerst de UEFA Cup.

### Italiaans avontuur
In de loop der jaren hadden heel wat Europese topclubs geïnformeerd naar Coeck, maar een transfer kwam er nooit. Ofwel wilde Anderlecht hem niet laten gaan, ofwel gooide een blessure roet in het eten. In 1983, enkele weken na de finale van de UEFA Cup, was het dan toch zover. Coeck verhuisde naar Italië en tekende er een contract bij Internazionale. De club betaalde meer dan 45 miljoen BEF (zo'n €1,125 miljoen) aan Anderlecht. In Italië trok Coeck vaak op met Eric Gerets, die toen bij AC Milan speelde. In november raakte Coeck tijdens een interland tegen Zwitserland echter zwaar geblesseerd. Zijn seizoen bij Inter zat er meteen op. Een jaar later leende Inter hem uit aan Ascoli, maar een revaliderende Coeck kwam er niet aan de bak.

### Dood
Coeck keerde terug naar België om er te revalideren. In oktober 1985, op een met regen overgoten avond, verloor de toen 30-jarige Coeck de controle over het stuur in een bocht op de autosnelweg Antwerpen-Brussel, in de buurt van het plaatsje Rumst. Twee dagen later, op 9 oktober 1985, bezweek hij aan zijn verwondingen.

## Statistieken
| Seizoen | Club           | Competitie    | Wed. | Goals |
| ------- | -------------- | ------------- | ---- | ----- |
| 1971/72 | Berchem Sport  | Tweede Klasse | 7    | 7     |
| 1972/73 | RSC Anderlecht | Eerste Klasse | 16   | 3     |
| 1973/74 | RSC Anderlecht | Eerste Klasse | 28   | 4     |
| 1974/75 | RSC Anderlecht | Eerste Klasse | 37   | 5     |
| 1975/76 | RSC Anderlecht | Eerste Klasse | 32   | 7     |
| 1976/77 | RSC Anderlecht | Eerste Klasse | 32   | 9     |
| 1977/78 | RSC Anderlecht | Eerste Klasse | 28   | 6     |
| 1978/79 | RSC Anderlecht | Eerste Klasse | 28   | 5     |
| 1979/80 | RSC Anderlecht | Eerste Klasse | 10   | 1     |
| 1980/81 | RSC Anderlecht | Eerste Klasse | 33   | 3     |
| 1981/82 | RSC Anderlecht | Eerste Klasse | 19   | 2     |
| 1982/83 | RSC Anderlecht | Eerste Klasse | 30   | 9     |
| 1983/84 | Internazionale | Serie A       | 9    | 0     |
| 1984/85 | Ascoli         | Serie A       | 0    | 0     |
| Totaal  | Totaal         | Totaal        | 309  | 61    |

## Internationaal

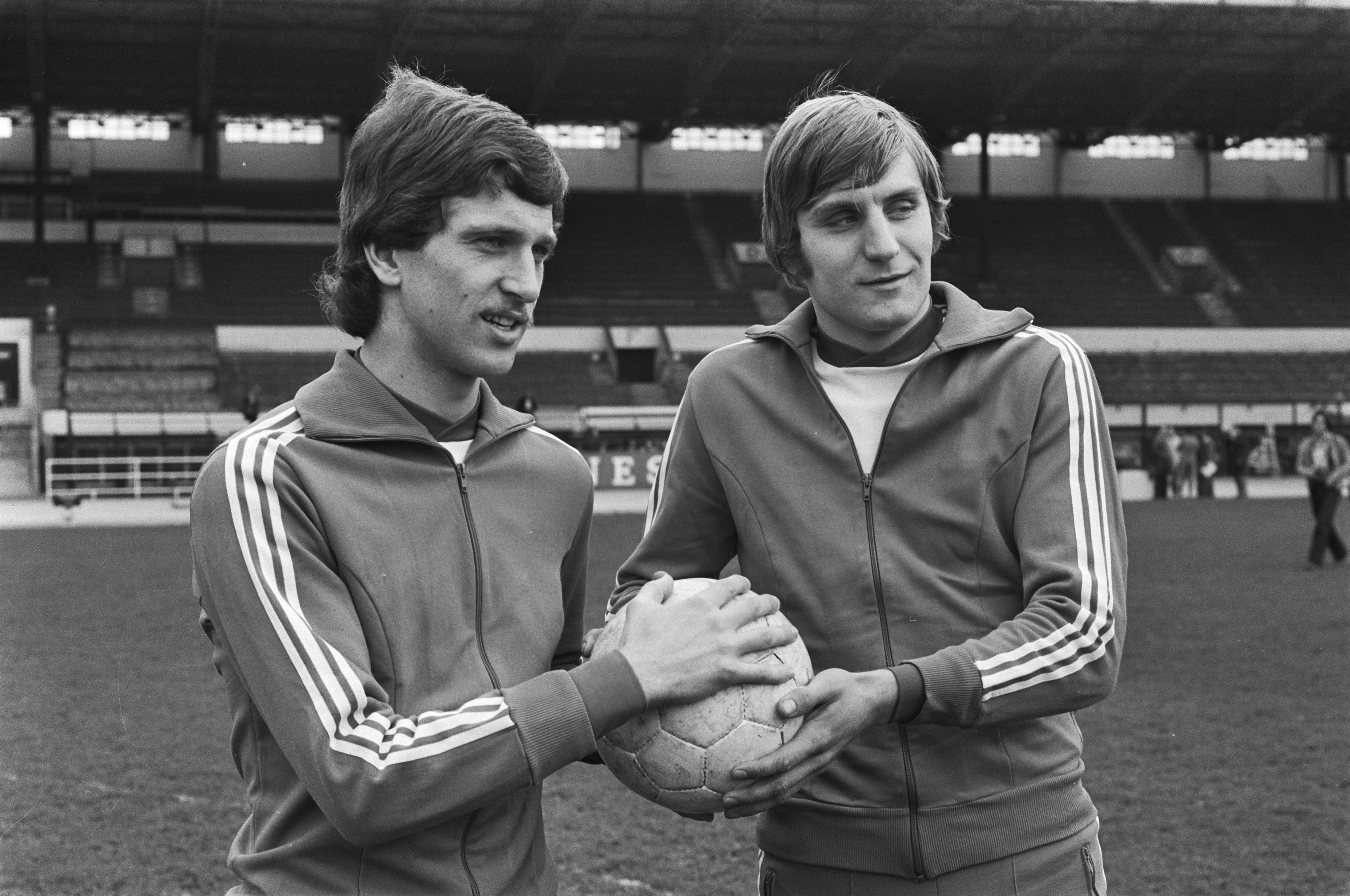
Ludo Coeck (links) en Jan Ceulemans bij de nationale ploeg (1977).

Ludo Coeck debuteerde op 8 september 1974 voor de Rode Duivels. Hij speelde toen mee in de EK-kwalificatiewedstrijd tegen IJsland. België won met 0-2. Het was toenmalig bondscoach Raymond Goethals die hem voor het eerst selecteerde.
In 1982 plaatste België zich onder bondscoach Guy Thys voor het WK in Spanje. Coecks deelname was door zijn blessureleed een twijfelgeval. Maar hij herstelde tijdig en mocht in de zomer van 1982 mee afreizen naar Spanje. België speelde in Camp Nou de openingswedstrijd tegen regerend wereldkampioen Argentinië. De Rode Duivels wonnen met 1-0. In de volgende wedstrijd tegen El Salvador scoorde Coeck het enige doelpunt van de partij. Met een schot van op zo'n 30 meter van het doel verraste hij doelman Luis Guevara Mora.
Twee jaar later trokken Coeck en de overige Rode Duivels voor het EK naar Frankrijk. België won in de groepsfase enkel van Joegoslavië en kon zich dus niet plaatsen voor de tweede ronde.
Op 19 juni 1984 speelde Ludo Coeck zijn laatste interland voor België. Het was de laatste wedstrijd van de Rode Duivels op het EK. Coeck viel tijdens de rust tegen Denemarken in voor Nico Claesen. België gaf in die partij een 0-2-voorsprong uit handen en verloor met 3-2.

## Erelijst
| Nationaal                 |    |                  |
| Belgisch kampioen         | 2x | 1974, 1981       |
| Beker van België          | 3x | 1973, 1975, 1976 |
| Kampioen in Tweede Klasse | 1x | 1972             |
| Europacup II              | 2x | 1976, 1978       |
| UEFA Cup                  | 1x | 1983             |
| UEFA Super Cup            | 2x | 1976, 1978       |
| Trofee Jules Pappaert     | 1x | 1977             |

## Trivia
- Zanger Raymond van het Groenewoud eerde Coeck in 1976 met het nummer "Ludo Coeck", dat in 1984 in een studioversie op het album Habba! verscheen.
- Het Ludo Coeckstadion van Berchem Sport is naar hem vernoemd.
- Coeck stond bekend als een playboy. Hij besteedde veel aandacht aan zijn uiterlijk.
- Ook de Belgische voetballers Laurent Verbiest, Jean-Claude Bouvy, Kurt Vangompel, François Sterchele en Junior Malanda overleden na een auto-ongeluk.
- Supporters riepen naar Ludo Coeck regelmatig "koekoek" om hem aan te moedigen.
- Coeck droeg zowel bij Anderlecht als de Rode Duivels de aanvoerdersband.
- In de jaren tachtig en negentig werd het zomertoernooi "Beker/Trofee Ludo Coeck" georganiseerd met clubs uit de Antwerpse regio.

1 Pfaff ·
2 Gerets  ·
3 L. Millecamps ·
4 Meeuws ·
5 Renquin ·
6 Vercauteren ·
7 Vandereycken ·
8 Van Moer ·
9 Vandenbergh ·
10 Coeck ·
11 Ceulemans ·
12 Custers ·
13 Van der Elst ·
14 Baecke ·
15 De Schrijver ·
16 Plessers ·
17 Verheyen ·
18 Mommens ·
19 M. Millecamps ·
20 Vandersmissen ·
21 Czerniatynski ·
22 Munaron ·
Coach: Thys
1 Pfaff ·
2 Grün ·
3 Lambrichts ·
4 Clijsters ·
5 De Wolf ·
6 Vercauteren ·
7 Vandereycken ·
8 Claesen ·
9 Vandenbergh ·
10 Coeck ·
11 Ceulemans  ·
12 Munaron ·
13 Baecke ·
14 De Greef ·
15 Verheyen ·
16 Scifo ·
17 Voordeckers ·
18 Czerniatynski ·
19 Mommens ·
20 De Coninck ·
Coach: Thys